# Cepães e Fareja
Cepães e Fareja (llamada oficialmente União de Freguesias de Cepães e Fareja) es una freguesia portuguesa del municipio de Fafe, distrito de Braga.

## Historia
La freguesia fue creada el 28 de enero de 2013 con el nombre de União das Freguesias de Cepães e Fareja en aplicación de una resolución de la Asamblea de la República de Portugal promulgada el 16 de enero de 2013 con la unión de las freguesias de Cepães y Fareja, pasando a estar situada su sede en la antigua freguesia de Cepães. Esta denominación se mantuvo hasta el 28 de marzo de 2013 que pasó a llamarse con su actual nombre en aplicación de la Declaración de Rectificación n.º 19/2013 que corregía su denominación.

## Demografía
| Gráfica de evolución demográfica de Cepães e Fareja entre 2011 y 2021 |
|                                                                       |
| Datos según el nomenclátor publicado por el INE portugués.            |